# Anna Dymna
Anna Dymna z domu Dziadyk (ur. 20 lipca 1951 w Legnicy) – polska aktorka teatralna i filmowa, działaczka społeczna. Założycielka i prezes Fundacji Anny Dymnej „Mimo Wszystko”. Laureatka Orła za drugoplanową rolę kobiecą w filmie Excentrycy, czyli po słonecznej stronie ulicy.

## Życiorys

### Rodzina i wykształcenie
Jest córką Jana Dziadyka i Janiny z domu Sądowicz. Matka była ekonomistką, a ojciec – inżynierem lotnikiem. Miała dwóch braci: starszego Jana i młodszego Jerzego. Jej rodzina pochodziła z Kresów Wschodnich – matka urodziła się w Brodach, a rodzina ojca wywodziła się z Kołomyi. Prababka ze strony ojca (Jadwiga Rakowiecka) miała ormiańskie korzenie, a pradziadek ze strony matki (Wilhelm Pribnow) i dziadek ze strony ojca (Stefan Dziadyk) byli Węgrami
W dzieciństwie mieszkała w kamienicy przy ul. Nowowiejskiej na krakowskim Zwierzyńcu. Dorastała w ubogiej rodzinie, była chorowitym dzieckiem. W domu rodzinnym zwracano się do niej imieniem Małgorzata. W wieku dziecięcym zaczęła uczęszczać na zajęcia do Kociego Teatru Jana Niwińskiego, pod którego opieką rozwijała umiejętności aktorskie i recytatorskie również w okresie licealnym. W teatrze tym zagrała m.in. główną rolę w spektaklu Sierotka Marysia. W Krakowie ukończyła Szkołę Podstawową nr 34, VII Liceum Ogólnokształcące im. Zofii Nałkowskiej i (w 1973) Państwową Wyższą Szkołę Teatralną im. Ludwika Solskiego. Powtarzała trzeci rok studiów z uwagi na występowanie w filmach, co było wówczas uznawane za niedopuszczalne.

### Kariera zawodowa

#### Lata 60. i 70.
Zadebiutowała jako aktorka teatralna w czerwcu 1969 rolą Isi, córki Gospodarza, w Weselu Stanisława Wyspiańskiego (reż. Lidia Zamkow) w Teatrze im. Juliusza Słowackiego w Krakowie. Za swój występ w spektaklu – obejmujący m.im. monolog Chochoła – zebrała przychylne recenzje, m.in. od Jakuba Mikołajczyka, pierwowzoru Kuby w Weselu. W 1969 wzięła udział w profesjonalnej sesji zdjęciowej dla czasopisma „Przekrój”, a w następnym roku jej zdjęcie pojawiło się na okładce jednego z wrześniowych wydań tego periodyku. W październiku 1970 premierę w Starym Teatrze w Krakowie miał spektakl Król Mięsopust z Anną Dymną w roli służącej Kasi, za którą otrzymała pozytywne recenzje od krytyków.
Karierę filmową rozpoczęła od zagrania głównych ról w 150 na godzinę (1971) Wandy Jakubowskiej i Pięciu i pół bladego Józka (1971) Henryka Kluby. Na planie drugiej z tych produkcji poznała Wiesława Dymnego, którego barwna osobowość miała na nią istotny wpływ. W latach 70. jej zdjęcia były często publikowane w prasie, m.in. na okładkach „Magazynu Filmowego”, „Panoramy” i „Filmu”. Jeszcze przed ukończeniem studiów zagrała w następujących filmach: Diament radży (1971) Sylwestra Chęcińskiego, Jak daleko stąd, jak blisko (1972) Tadeusza Konwickiego, Szerokiej drogi, kochanie (1972) Andrzeja Piotrowskiego i Sekret (1973) Romana Załuskiego. Wystąpiła także w produkcjach NRD-owskich: Klucze (1972) i Z życia nicponia (1973). Odnowiła współpracę z Lidią Zamkow, grając w wyreżyserowanych przez nią spektaklach Teatru Telewizji: Natalię w Ludziach bezdomnych (1971) i Pannę Młodą w Weselu (1971).
W kwietniu 1973, tuż przed obroną dyplomu, została etatową aktorką Starego Teatru w Krakowie, w którym wystąpiła m.in. jako Dziewczyna i Panna w Dziadach (reż. Konrad Swinarski), Kora i Małgorzata w Nocy listopadowej (reż. Andrzej Wajda), Ania w Wiśniowym sadzie (reż. Jerzy Jarocki), Anna w Warszawiance (reż. Henryk Tomaszewski) i Zosia w Weselu (reż. Jerzy Grzegorzewski). W latach 70. zagrała także hrabiankę Klarysę w serialu Janosik (1974) oraz Anię Pawlakównę (wnuczkę Pawlaków i Kargulów) w komediach Sylwestra Chęcińskiego: Nie ma mocnych (1974) i Kochaj albo rzuć (1975), wyniosłą i mało sympatyczną arystokratkę Melanię Barską w Trędowatej (1976) Jerzego Hoffmanna oraz Liesel w Kombinatorze Güntera Reischa (1978). Kontynuowała występy w Teatrze Telewizji, grając Zuzannę w Teresie Raquin (reż. Antoni Halor), Mary Boyle w Junonie i pawiu (reż. Tadeusz Lis), panienkę Angelę Moping w Małej przechadzce pana Lovedaya (reż. Stanisław Zajączkowski), prostytutkę-mitomankę Dianę w Wysokiej stawce (reż. Krystyna Meissner), Melisandę w Peleasie i Melisandzie (reż. Laco Adamík) oraz perwersyjną i zepsutą panienkę Lilę w Ich czworo (reż. Tomasz Zygadło). W 1978 za rolę Kory w Nocy listopadowej otrzymała Nagrodę Przewodniczącego Komitetu ds. Radia i Telewizji. 
Zagrała główną rolę w filmie Jerzego Hoffmanna Do krwi ostatniej… (1978). W 1979 w drodze na plan filmu Miklósa Jancsó Węgierska rapsodia (1979) uległa wypadkowi samochodowemu, wskutek którego doznała wstrząsu mózgu i licznych urazów ciała, m.in. przebicia płuc połamanymi żebrami, uszkodzenia kręgosłupa, pęknięcia miednicy i urwania palca prawej ręki.

#### Lata 80.
Po wielomiesięcznej rehabilitacji wróciła do pracy na planie serialu Jerzego Hoffmanna Do krwi ostatniej (1981). Zagrała także zepsutą i zmanierowaną Ludy w spektaklu Teatru Telewizji U mety (reż. Tadeusz Lis) oraz prostytutkę-mitomankę Dianę w Queen Mary (reż. Jerzy Bińczycki) w Starym Teatrze w Krakowie. Za rolę Niny Zariecznej w Dziesięciu portretach z czajką w tle (reż. Jerzy Grzegorzewski) w Starym Teatrze w Krakowie otrzymała nagrodę aktorską na 20. Kaliskich Spotkaniach Teatralnych.
W 1982 otrzymała dyplom honorowy za zwycięstwo w plebiscycie tygodnika „Przekrój” dla najpopularniejszego aktora w Krakowie za lata 1946–1981 oraz Nagrodę Przewodniczącego Komitetu ds. Radia i Telewizji I stopnia za rolę Barbary Radziwiłłówny, litewskiej arystokratki i ukochanej Zygmunta II Augusta, w Królowej Bonie (1980–1981) Janusza Majewskiego. Podczas kręcenia sceny jazdy na saniach uległa wypadkowi, wskutek którego doznała wstrząsu mózgu. Na początku lat 80. zagrała także tytułową rolę francuskiej komunistki, zakochanej w niemieckim pisarzu i antyfaszyście, w Yvonne (1980), Marysię Wilczurównę, sierotę ze sklepu pasmanteryjnego na prowincji i zarazem córkę tytułowego Znachora (1981) Jerzego Hoffmanna, a także Magdalenę w Dolinie Issy (1982) Tadeusza Konwickiego. Wykreowała kolejne role w Teatrze Telewizji: Katarzynę w Widoku z mostu (1980), ekscentryczną Laurę w Kordianie (1980) i żonę w Nie-Boskiej komedii (1982; reż. Zygmunt Hübner). Poza tym wcieliła się w postać Elektry w Orestei (1982; reż. Zygmunt Hübner) w Starym Teatrze w Krakowie.
Powróciła do roli litewskiej królowej w filmie Epitafium dla Barbary Radziwiłłówny (1983), do którego Janusz Majewski napisał scenariusz specjalnie dla niej. Wkrótce doznała kolejnego wstrząsu mózgu, tym razem wskutek wypadku samochodowego w drodze na plan zdjęciowy paradokumentalnego filmu telewizyjnego Lucyny Smolińskiej Na odsiecz Wiedniowi (1983), w którym zagrała królową Marysieńkę Sobieską. W 1983 zagrała Hannę P., wielką miłość Kazimierza Przerwy-Tetmajera w psychologicznym filmie biograficznym Jacka Koprowicza Przeznaczenie (1985) poświęconym życiu poety. Również w 1983 wyróżniono ją Nagrodą Ministra Kultury i Sztuki II stopnia za osiągnięcia w twórczości teatralnej i filmowej. W 1984 otrzymała nagrodę Złoty Ekran za twórczość telewizyjną w poprzednim roku (za występ w Na odsiecz Wiedniowi i paradokumentalnym widowisku telewizyjnym Polski listopad). W tym okresie zagrała jeszcze dwie monarchinie: królową Katarzynę Jagiellonkę w spektaklu telewizyjnym Ostatni z Jagiellonów i Elżbietę de Valois w sztuce Don Carlos (1984; reż. Laco Adamík) w Starym Teatrze w Krakowie. Wystąpiła także jako Księżniczka Pirlipatka w spektaklu telewizyjnym Księżniczka na ziarnku grochu (1984; reż. Andrzej Maj), a także zebrała przychylne recenzje za rolę Lavinii w trzyczęściowym widowisku telewizyjnym Żałoba przystoi Elektrze (reż. Jan Błeszyński).
W 1985 otrzymała Nagrodę Państwową II stopnia Ministra Kultury i Sztuki. Po narodzinach syna w 1985 znacznie przybrała na wadze, co wpłynęło na zmianę jej aktorskiego emploi – zaczęła grać kobiety doświadczone życiowo, poturbowane przez mężczyzn i los, targane namiętnościami oraz gotowe do poświęcenia i walki o uczucia. W drugiej połowie lat 80. zagrała kolejne role w Starym Teatrze w Krakowie: Słodką Dziewuszkę w Korowodzie (reż. Mieczysław Grąbka), Świntusię Macabrescu w Gyubalu Wahazarzs, czyli na przełęczach bezsensu (reż. Romana Próchnicka), Podstolinę w Zemście (reż. Andrzej Wajda), gwiazdę filmową Wierę w Dzwonach (reż. Stanisław Nosowicz), Annę Wojnicew w Płatonowie (reż. Filip Bajon). Za rolę Adeli w Republice marzeń (reż. Rudolf Zioło) w krakowskim Starym Teatrze otrzymała nagrodę na 14. Opolskich Konfrontacjach Teatralnych „Klasyka Polska”. Grała pokojówkę Justysię w objazdowej sztuce Mąż i żona (reż. Gustaw Holoubek), którą Teatr Scena na Piętrze w Poznaniu wystawił w ośrodkach polonijnych w Wielkiej Brytanii, USA, Kanadzie i Australii.
Do końca dekady wystąpiła także w kilku spektaklach Teatru Telewizji: jako amerykańska dziennikarka Helen Schwartz w Opowieściach Hollywoodu i Berta w Wygnańcach (oba w reżyserii Kazimierza Kutza, wyrozumiała Milena w Listach do Mileny i rozsądna Jo w Prometeuszu (oba w reż. Krzysztofa Babickiego) oraz madame Kławdia Chauchat w Czarodziejskiej górze/Wielkim Peeperkornie (reż. Tomasz Zygadło) i Antonietta, matka sześciorga dzieci i faszystka, która wdaje się w romans z homoseksualnym spikerem radiowym o antyfaszystowskich poglądach (Jan Englert) w Szczególnym dniu (reż. Grzegorz Warchoł). Zagrała także Baronową Sztygielową w filmie Andrzeja Domalika Schodami w górę, schodami w dół (1988). W latach 80. była zaangażowana również w programy poetyckie krakowskiego Teatru Poezji, dla którego recytowała wiersze takich autorów jak Czesław Miłosz, Kazimierz Przerwa-Tetmajer, Rainer Maria Rilke, Henryk Bardijewski, Adam Asnyk, Jan Lechoń, Maria Konopnicka, Adam Mickiewicz, Jan Twardowski, Osip Mandelsztam i Thomas S. Eliot.

#### Lata 90.
W 1990 została wykładowczynią zajęć z prozy w Państwowej Wyższej Szkole Teatralnej im. Ludwika Solskiego w Krakowie. W tym samym roku zagrała główną rolę żeńską w telewizyjnej inscenizacji Mistrza i Małgorzaty (reż. Maciej Wojtyszko) i Tarasowną, żonę Małachija Stakanczyka, w Reformatorze (reż. Krzysztof Orzechowski). Od 1990 przez ponad siedem lat grała mądrą, sprytną, przewrotną i kochliwą Telimenę w sztuce impresaryjnej Kochajmy się! (reż. Jan Englert), która została wystawiona ponad 300 razy, m.in. w Gdańsku, Kaliszu i Krakowie, a także w ośrodkach polonijnych w Chicago i Londynie, a także w Norwegii i Australii. Za rolę Gospodyni w Weselu (1991; reż. Andrzej Wajda) w Starym Teatrze w Krakowie otrzymała nagrodę na 18. Opolskich Konfrontacjach Teatralnych „Klasyka Polska”. W tym okresie zagrała w krakowskim Starym Teatrze również Praskowię w Śmierci Iwana Iljicza (1991; reż. Jerzy Grzegorzewski) i Hipolitę, żonę króla Tezeusza, w Śnie nocy letniej (1992; reż. Rudolf Zioło).
W 1992 premierę miał poświęcony aktorce film biograficzny Marty Wegiel Pieczenie chleba. W 1993 otrzymała nagrodę Złota Kaczka za całokształt twórczości, a premierę w Teatrze Ateneum w Warszawie miał kabaretowy spektakl Dymny. Piosenki, wiersze i wymyślania (reż. Maciej Wojtyszko), którego była współscenarzystką. W 1994 za rolę podstarzałej wdowy Molly Bowser w telewizyjnej inscenizacji Palca Bożego (1993; reż. Teresa Kotlarczyk) otrzymała nagrodę na Festiwalu Polskiej Twórczości Telewizyjnej i Nagrodę im. Aleksandra Zelwerowicza od redakcji miesięcznika „Teatr”, którą dostała także za rolę Podstoliny w telewizyjnym spektaklu Zemsta (1994; reż. Olga Lipińska). Również w 1994 za rolę Katarzyny, znanej dziennikarki telewizyjnej, która mierzy się z problemem alkoholowym, w filmie Barbary Sass Tylko strach (1993) otrzymała Złotego Lwa za najlepszą pierwszoplanową rolę kobiecą na 18. Festiwalu Polskich Filmów Fabularnych w Gdyni. Zagrała w dwóch spektaklach reżyserowanych przez Macieja Wojtyszkę w Starym Teatrze w Krakowie: Matrionę Czelcową w Miłości na Krymie (1994) i Krystynę we Wznowieniu (1995), za którą otrzymała w 1996 nagrodę na 36. Kaliskich Spotkaniach Teatralnych – Festiwalu Sztuki Aktorskiej. Wcieliła się w matkę w krótkometrażowym filmie erotycznym Janusza Majewskiego Diabelska edukacja (1995) oraz w prymitywną i pazerną Prudencję Duvernoy w telewizyjnym filmie Jerzego Antczaka Dama kameliowa (1995).
W latach 90. występowała także w spektaklach Teatru Telewizji: zagrała pielęgniarkę Nathalie w Nocy Walpurgii (1991; reż. Kazimierz Kutz), Panią Kamińską w Szalbierzu (1991; reż. Tomasz Wiszniewski), Trudy Parks w Chwili sławy (1993; reż. Ireneusz Engler), Mysz w Calineczce (1994; reż. Artur Hofman), Lisette de Courval w Siostrzyczkach (1994; reż. Barbara Sass), Żonę w Idź na brzeg, widać ogień (1995; reż. Teresa Kotlarczyk), Anitę, portorykańską emigrantkę z parku dla bezdomnych, w Antygonie w Nowym Jorku (1995; reż. Kazimierz Kutz), ekstrawagancką właścicielkę pensjonatu Panią Dubbonet w Pająku (1995; reż. Mariusz Treliński), Macochę w Białym łabędziu (1995; reż. Krzysztof Babicki), aktorkę Irinę Sokoł w Balu błaznów (1996; reż. Waldemar Krzystek), Bertie Kaufmann w Idź do panny Törpe (1996; reż. Teresa Kotlarczyk, tytułową bohaterkę Wassy Żelaznowej (1996; reż. Barbara Sass), Kleopatrę Mamajewą w Naszym człowieku (1997; reż. Kazimierz Kutz), Martę Webb w Naszym mieście (1997; reż. Maria Zmarz-Koczanowicz), Panią Carghill w Mężu stanu (1997; reż. Andrzej Łapicki) i Matkę w Tak zwanej ludzkości w obłędzie (1998; reż. Jerzy Grzegorzewski). 
W marcu 1996 otrzymała Złotą Maskę dla najpopularniejszego i najbardziej lubianego aktora. W drugiej połowie lat 90. zagrała także role serialowe: służącą Walunię w Bożej podszewce (1997) i Mariannę Kalinowską w Siedlisku (1998). Pod koniec lat 90. zagrała Katię Mann, żonę tytułowego bohatera spektaklu Tomasz Mann (1999; reż. Krzysztof Orzechowski) w Starym Teatrze w Krakowie i Doris w sztuce Po latach o tej samej porze (1999; reż. Teresa Kotlarczyk); a za drugą z tych ról otrzymała tytuł najprzyjemniejszej aktorki na 6. Ogólnopolskim Festiwalu Sztuk Przyjemnych i Nieprzyjemnych w Łodzi. W 1999 i 2000 otrzymywała Złote Maski dla najpopularniejszego aktora w Krakowie.

#### Od 2000

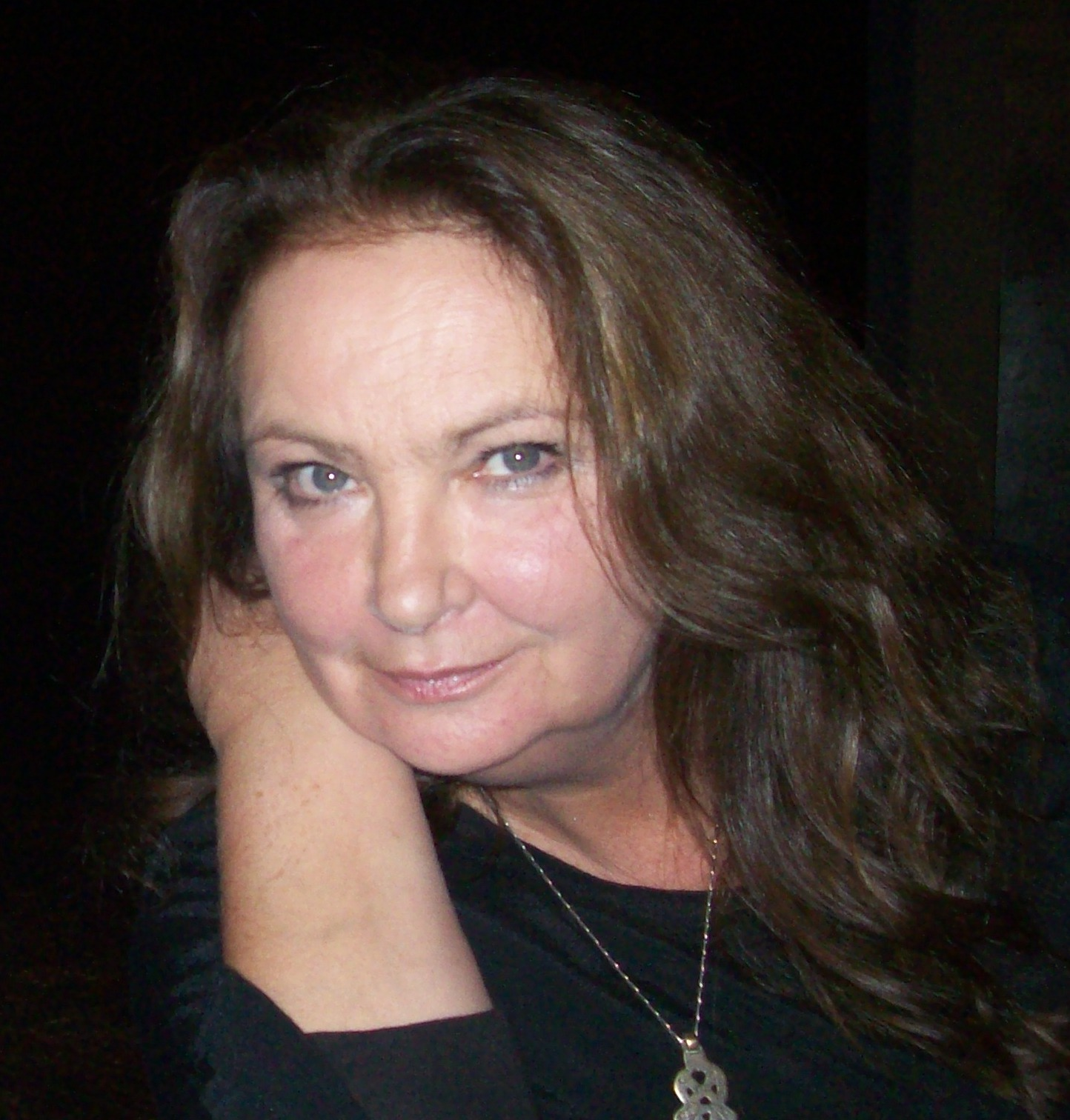
Anna Dymna (2010)

W marcu 2000 w Krakowskim Teatrze Scena STU odbył się jej benefis, który był retransmitowany w TVP. Aktorka w tym samym roku zagrała w kolejnych spektaklach Teatru Telewizji: Olimpię Rossini w Grzechu starości (reż. Maciej Wojtyszko) i Likandę Swiripiejewą w Historiach zakulisowych (reż. Zbigniew Zapasiewicz) i Gertrudę w sztuce Hamlet (reż. Krzysztof Jasiński w Krakowskim Teatrze Scena STU. Wykreowała kolejne postacie w spektaklach Starego Teatru w Krakowie: Madame de Montreuil w Markizie de Sade (2000; reż. Tadeusz Bradecki) oraz Wandę w Spaghetti i mieczu (2000) i Panią Dyndalską w Damach i huzarach (2001) w reżyserii Kazimierza Kutza oraz Klitajmestrę w Orestei (2007) i Hajduczka w Trylogii (2009), dwóch krytycznie przyjętych spektaklach wyreżyserowanych przez Jana Klatę. W 2001 wystąpiła w widowisku Serce moje gram przygotowanym z okazji 100. rocznicy premiery Wesela w Teatrze im. Juliusza Słowackiego w Krakowie.
Za rolę Baby w spektaklu Pieszo (2003; reż. Kazimierz Kutz) w Starym Teatrze w Krakowie otrzymała nagrodę publiczności na 42. Rzeszowskich Spotkaniach Teatralnych. W 2004 otrzymała Złoty Medal „Zasłużony Kulturze Gloria Artis”, nagrodę Superwiktora dla wybitnej osobowości telewizyjnej, a także zajęła pierwsze miejsce w 11. edycji plebiscytu Złota Piątka Telerzeczypospolitej. W 2005 zagrała Irenę Arkadinę w chłodno przyjętej przez krytyków Mewie (reż. Andrzej Domalik) w Teatrze im. Juliusza Słowackiego w Krakowie. W drugiej połowie dekady wystąpiła jako Sarah Brown w spektaklu Teatru Telewizji Umarli ze Spoon River (2007; reż. Jolanta Ptaszyńska) i Pierwsza Kobieta w sztuce Iluzje (2009; reż. Iwan Wyrypajew) w Starym Teatrze w Krakowie. 
Kontynuując karierę teatralną, wykreowała kolejne role filmowe: zagrała Marię Sawicką w Dużym zwierzęciu (2000) Jerzego Stuhra, Nenneke w Wiedźminie (2001) i Jagę w Starej baśni. Kiedy słońce było bogiem (2003). Następnie wystąpiła w filmach: Skazany na bluesa (2005), Samotność w sieci (2006) i Odwróceni.
Za rolę Bayerowej w komedii muzycznej Janusza Majewskiego Excentrycy, czyli po słonecznej stronie ulicy (2015) otrzymała Orła za najlepszą drugoplanową rolę kobiecą. W 2022 ponownie była nominowana do tej nagrody, tym razem za rolę matki Krzyśka w filmie Iwony Siekierzyńskiej Amatorzy (2021).

### Działalność społeczna

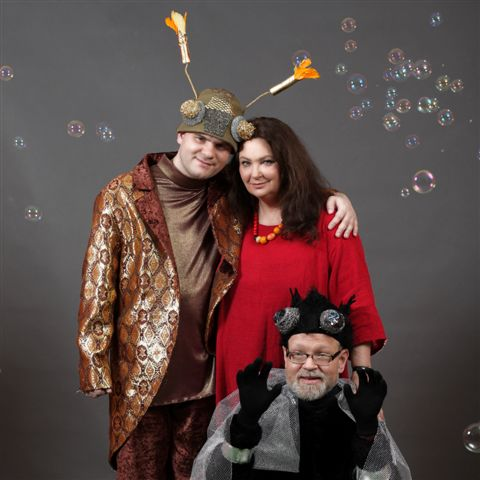
Anna Dymna i aktorzy Teatru Radwanek podczas próby generalnej przedstawienia Komar i orkiestra (2009)

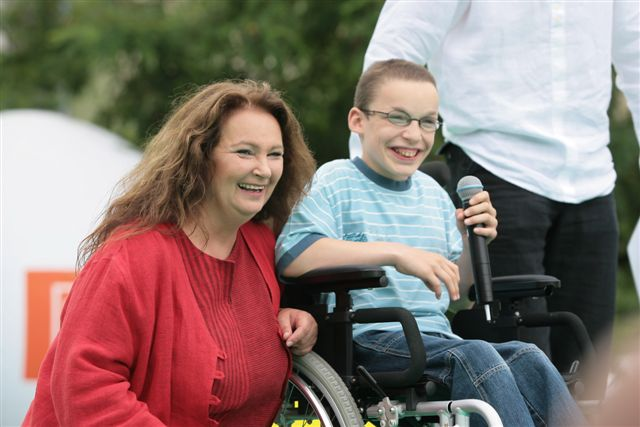
Aktorka na Festiwalu Zaczarowanej Piosenki (2009)

W 1990 zaangażowała się w kwesty Obywatelskiego Komitetu Ratowania Krakowa na cmentarzu Rakowickim. Została ambasadorką Stowarzyszenia Debra Polska „Kruchy Dotyk” skupiającego osoby cierpiące na epidermolysis bullosa. Pod koniec lat 90. rozpoczęła współpracę z Fundacją im. Brata Alberta poprzez tworzenie scenariuszy i reżyserowanie inscenizacji Teatru „Radwanek”, którego aktorami są osoby z niepełnosprawnościami. Została patronką Ogólnopolskiego Konkursu Poezji Osób Niepełnosprawnych „Słowa, dobrze, że jesteście”. Zasiadła w kapitule konkursu „Lodołamacze” dla najlepszych pracodawców osób niepełnosprawnych oraz Nagrody im. Jana Rodowicza „Anody” wręczanej „powstańcom dnia codziennego”.
W marcu 2003 premierę w TVP2 miał program edukacyjny Spotkajmy się, w którym rozmawiała z osobami niepełnosprawnymi i ciężko chorymi na temat miłości, akceptacji, samotności, szczęścia, wiary i nadziei.
We wrześniu 2003 założyła w Krakowie Fundację Anny Dymnej „Mimo Wszystko”, obejmując społecznie funkcję prezesa tej instytucji. W ramach podejmowanych działań fundacja wybudowała ośrodek „Dolina Słońca” dla osób niepełnosprawnych, zorganizowała projekt „Akademia Odnalezionych Nadziei” oraz wyprawy na Kilimandżaro, zajęła się realizacją wydarzeń kulturalnych takich jak: Ogólnopolski Festiwal Twórczości Teatralno-Muzycznej Osób Niepełnosprawnych „Albertiana” (2001), Ogólnopolskie Dni Integracji „Zwyciężać mimo wszystko” (2004), Festiwal Zaczarowanej Piosenki im. Marka Grechuty (2005) i koncerty walentynkowe (2009). Wraz z fundacją Anna Dymna włączała się w akcje Wielkiej Orkiestry Świątecznej Pomocy, Fundacji Ewy Błaszczyk Akogo?, Polskiej Fundacji Humanitarnej, Fundacji Dr Clown i Fundacji Andrzeja Brandstattera Pro Artis.
Zainicjowała odbywający się od stycznia 2002 w niedzielne przedpołudnia Krakowski Salon Poezji w Teatrze im. Juliusza Słowackiego, została jedną z jego prowadzących. W 2012 zasiadła w jury 1. Ogólnopolskiego Konkursu Literackiego dla Lekarzy im. Profesora Andrzeja Szczeklika „Przychodzi wena do lekarza”.
Za swoją działalność dobroczynną otrzymała szereg nagród i wyróżnień.

## Życie prywatne
W październiku 1972 zawarła związek małżeński z artystą Wiesławem Dymnym (zm. 1978). W styczniu 1982 wyszła za mąż za masażystę Zbigniewa Szotę, z którym ma syna Michała (ur. 1985). Jej trzecim mężem został aktor i reżyser teatralny Krzysztof Orzechowski. Zamieszkała w Rząsce pod Krakowem.
Z okazji programu telewizyjnego poświęconego Wiesławowi Dymnemu w 20. rocznicę jego śmierci poprosiła Big Cyc, ulubiony zespół swojego syna, o napisanie trzech piosenek do tekstów pierwszego męża (Mam to w nosie, Łazik z Tormesu i Wszyscy święci), które znalazły się na albumie pt. Wszyscy święci.

## Twórczość

### Teatr
- 1969: Isia/Chochoł, Wesele Stanisława Wyspiańskiego, reż. Lidia Zamkow
- 1970: Kasia, Król Mięsopust Jarosława Marka Rymkiewicza, reż. Bogdan Hussakowski
- 1973: Dziewczyna, Dziady Adama Mickiewicza, reż. Konrad Swinarski
- 1974: Kora i Małgorzata, Noc listopadowa Stanisława Wyspiańskiego, reż. Andrzej Wajda
- 1974: Lorchen, Pierwszy dzień wolności Leona Kruczkowskiego, reż. Marek Okopiński
- 1975: Ania, Wiśniowy sad Antona Czechowa, reż. Jerzy Jarocki
- 1976: Sylwia, Małe kroki, wielkie kroki Macieja Karpińskiego, reż. Maciej Karpiński
- 1976: Anna, Warszawianka Stanisława Wyspiańskiego, reż. Henryk Tomaszewski
- 1977: Zosia, Wesele Stanisława Wyspiańskiego, reż. Jerzy Grzegorzewski
- 1979: Diana, Queen Mary Charlesa Dyera, reż. Jerzy Bińczycki
- 1979: Nina Zarieczna, Dziesięć portretów z czajką w tle Antona Czechowa, reż. Jerzy Grzegorzewski
- 1982: Postać w Chórze Kobiet z Canterbury, Mord w katedrze Thomasa S. Eliota, reż. Jerzy Jarocki
- 1982: Maria Derkum, Zwierzenia clowna Heinricha Bölla, reż. Mieczysław Grąbka
- 1982: Elektra, Oresteia Ajschylosa, reż. Zygmunt Hübner
- 1984: Elżbieta de Valois, Don Carlos Friedricha Schillera, reż. Laco Adamík
- 1985: Świntusia Macabrescu, Gyubal Wahazar Stanisława Ignacego Witkiewicza, reż. Romana Próchnicka
- 1986: Słodka Dziewuszka, Korowód Arthura Schnitzlera, reż. Mieczysław Grąbka
- 1986: Podstolina, Zemsta Aleksandra Fredry, reż. Andrzej Wajda
- 1987: Adela, Republika marzeń Brunona Schulza, reż Rudolf Zioło
- 1988: Anna Wojnicew, Płatonow Antona Czechowa, reż. Filip Bajon
- 1991: Pani, Do Damaszku Augusta Strindberga, reż. Krzysztof Babicki
- 1991: Gospodyni, Wesele Stanisława Wyspiańskiego, reż. Andrzej Wajda
- 1991: Praskowia, Śmierć Iwana Iljicza Lwa Tołstoja, reż. Jerzy Grzegorzewski
- 1992: Hipolita, Sen nocy letniej Williama Szekspira, reż. Rudolf Zioło
- 1992: Matka, Tak zwana ludzkość w obłędzie Stanisława Ignacego Witkiewicza, reż. Jerzy Grzegorzewski
- 1993: Peanut Coe, Zatrute pióro Ronalda Harwooda, reż. Krzysztof Orzechowski
- 1994: Matriona Wasiljewna Czelcowa, Miłość na Krymie Sławomira Mrożka, reż. Maciej Wojtyszko
- 1995: Pątniczka Agapia, Reformator Mykoły Kulisza, reż. Rudolf Zioło
- 1995: Krystyna, Wznowienie Macieja Wojtyszki, reż. Maciej Wojtyszko
- 1998: Aneta, Słomkowy kapelusz Eugène’a Labiche, reż. Andrzej Wajda
- 1999: Katia, Tomasz Mann Jerzego Łukosza, reż. Krzysztof Orzechowski
- 2000: Madame de Montreuil, Markiza de Sade Yukio Mishimy, reż. Tadeusz Bradecki
- 2000: Althea i Noc, Tryptyk Wyspiański Stanisława Wyspiańskiego, reż. Marek Fiedor
- 2000: Wanda, Spaghetti i miecz Tadeusza Różewicza, reż. Kazimierz Kutz
- 2001: Pani Dyndalska, Damy i huzary Aleksandra Fredry, reż. Kazimierz Kutz
- 2003: Baba, Pieszo Sławomira Mrożka, reż. Kazimierz Kutz
- 2007: Klitajmestra, Oresteja Ajschylosa, reż. Jan Klata
- 2008: Maria, Król umiera, czyli ceremonie Eugène’a Ionesco, reż. Piotr Cieplak
- 2009: Barbara Jeziorkowska, Sikorka i Postać w Obrazie, Trylogia Henryka Sienkiewicza, reż. Jan Klata

### Filmografia
- 1971: 150 na godzinę jako Ania, dziewczyna Marcina
- 1971: Szerokiej drogi, kochanie jako Gabrysia
- 1971: Diament radży jako córka dyktatora
- 1971: Pięć i pół bladego Józka jako Katarzyna
- 1971: Jak daleko stąd, jak blisko jako dziewczyna
- 1973: Janosik jako hrabianka Klarysa Horvath
- 1973: Sekret jako studentka Urszula
- 1973: Z życia nicponia jako ślicznotka, chłopka, barmanka, służąca
- 1973: Droga jako Ania Pawlak
- 1974: Janosik jako hrabianka Klarysa Horvath
- 1974: Najważniejszy dzień życia jako Iwona
- 1974: Nie ma mocnych jako Ania Pawlakówna
- 1974: Klucze jako Hanka
- 1976: Trędowata jako Melania Barska
- 1977: Okrągły tydzień jako smok
- 1977: Pasja jako Magdalena
- 1977: Kochaj albo rzuć jako Ania Pawlakówna
- 1978: Do krwi ostatniej… jako Ania Gawlik
- 1978: Kombinator jako Liesel
- 1978: Węgierska rapsodia jako Hanna
- 1978: Wesela nie będzie jako Małgosia
- 1979: Do krwi ostatniej jako Anna Karska
- 1980: Yvonne jako Yvonne
- 1980: Królowa Bona jako Barbara Radziwiłłówna
- 1981: Znachor jako Maria Jolanta Wilczur
- 1982: Dolina Issy jako Magdalena
- 1982: Epitafium dla Barbary Radziwiłłówny jako Barbara Radziwiłłówna
- 1983: Wedle wyroków twoich… jako Rachel
- 1983: Przeznaczenie jako Hanna P.
- 1983: Na odsiecz Wiedniowi jako Maria Kazimiera
- 1983: Ostrze na ostrze jako Konstancja Zgurska
- 1984: Rycerze i rabusie jako Konstancja Zgurska
- 1985: Osobisty pamiętnik grzesznika przez niego samego spisany jako Dominika
- 1988: Schodami w górę, schodami w dół jako baronowa
- 1988: Mistrz i Małgorzata jako Małgorzata
- 1988: Pole niczyje jako Wityńska
- 1993: Tylko strach jako Katarzyna
- 1994: Diabelska edukacja jako matka
- 1994: Dama kameliowa jako Prudencja Duvernoy
- 1994: Śmierć jak kromka chleba jako żona górnika
- 1994: Panna z mokrą głową jako matka Zbyszka
- 1994: Panna z mokrą głową jako matka Zbyszka
- 1995: Pestka jako Teresa
- 1997: Boża podszewka jako Walunia
- 1998: Siedlisko jako Marianna
- 2000: Duże zwierzę jako Maria Sawicka
- 2001: Wiedźmin jako Nenneke
- 2002: Wiedźmin jako Nenneke
- 2003: Bez końca jako mamusia
- 2003: Stara baśń. Kiedy słońce było bogiem jako Jaga, żona Wisza, matka Dziwy
- 2004: Nasza ulica jako matka Janka
- 2004: Stara baśń jako Jaga, żona Wisza, matka Dziwy
- 2005: Wieża jako psychoterapeutka
- 2005: Skazany na bluesa jako Polowa, matka Goli
- 2006: Miłość w przejściu podziemnym jako kobieta w złotych okularach
- 2006: Samotność w sieci jako matka Natalii
- 2007: Odwróceni jako Mariola Żuk
- 2008: Doręczyciel jako Hanna Gorzkowska
- 2009: Blondynka jako zielarka Ożogowa
- 2010: Licencja na wychowanie jako matka Pawła
- 2011: Lęk wysokości jako dr Druch
- 2015: Excentrycy, czyli po słonecznej stronie ulicy jako Bayerowa
- 2020: Nieobecni[125] jako Zośka Gajda
- 2020: Amatorzy jako matka Krzyśka i Mary
- 2022: Miłość na pierwszą stronę jako pani Stasia
- 2022: Ojciec Mateusz jako Irena Stawska
- 2022: Wielka woda jako Lena Tremer
- 2022: Johnny jako Helena Kaczkowska, matka Jana
- 2023: Pan Samochodzik i templariusze jako Łajma
- 2024: Sami swoi. Początek jako Pecynicha

## Odznaczenia i wyróżnienia
Ordery i odznaczenia

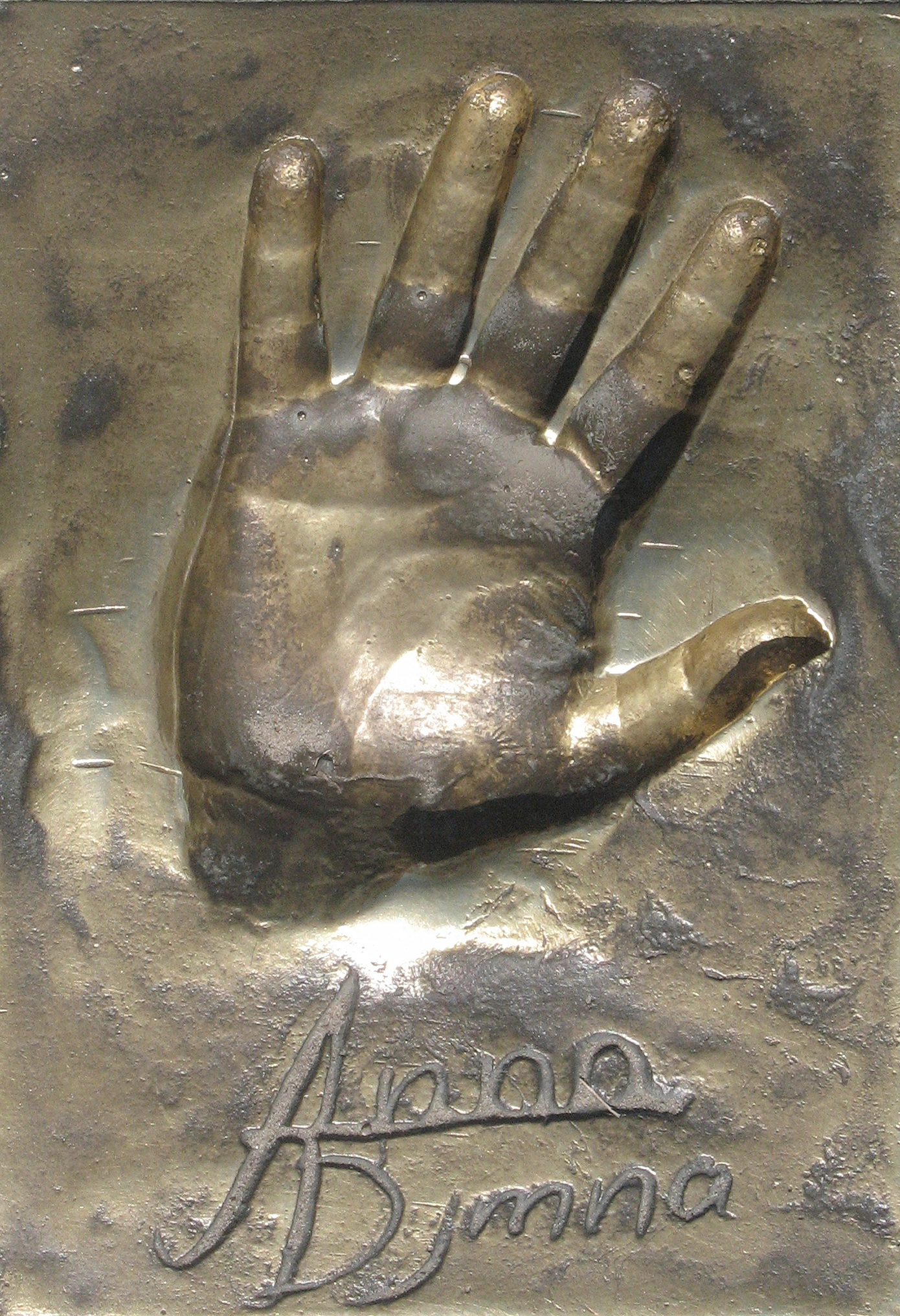
Odcisk dłoni w Alei Gwiazd w Międzyzdrojach

- Krzyż Komandorski Orderu Odrodzenia Polski (2014)[126]
- Krzyż Oficerski Orderu Odrodzenia Polski (2004)[127][128]
- Złoty Medal „Zasłużony Kulturze Gloria Artis” (2005)[129][100]
- Order Uśmiechu (2002)[130]
- Order Ecce Homo (2005)[100]
- Medal „Milito Pro Christo” (2007)[131]
- Odznaka „Honoris Gratia” (2009)[132]
  - Pro Infantis Bono – nagroda honorowa rzecznika praw dziecka (2009)[133]
- Odznaka Honorowa za Zasługi dla Ochrony Praw Dziecka (2018)[134]

Nagrody artystyczne
- 1978 – Nagroda Przewodniczącego Komitetu ds. Radia i Telewizji za rolę Kory w Nocy listopadowej[38][135]
- 1979 – Nagroda Miasta Krakowa w dziedzinie upowszechniania kultury – nagroda dla młodego, wyróżniającego się twórcy za osiągnięcia w teatrze i filmie[136]
- 1980 – 20. Kaliskie Spotkania Teatralne – nagroda aktorska za rolę Niny Zariecznej w Dziesięciu portretach z czajką w tle[45]
- 1982 – Nagroda Przewodniczącego Komitetu ds. Radia i Telewizji I stopnia za rolę Barbary Radziwiłłówny w Królowej Bonie[46]
- 1983 – Nagroda Ministra Kultury i Sztuki II stopnia[57]
- 1985 – Nagroda Państwowa II stopnia Ministra Kultury i Sztuki[137]
- 1984 – najpopularniejsza aktorka w plebiscycie tygodnika „Antena” z okazji 20-lecia polskiego filmu telewizyjnego[138]
- 1984 – tytuł Gwiazdy Filmowego Sezonu'83” na 14. Lubuskim Lecie Filmowym w Łagowie[57]
- 1988 – nagroda aktorska za rolę Adeli w Republice marzeń na 14. Opolskich Konfrontacjach Teatralnych Klasyka Polska[66]
- 1993 – Złota Kaczka za całokształt twórczości[139]
- 1993 – nagroda aktorska za rolę Gospodyni w Weselu na 18. Opolskich Konfrontacjach Teatralnych – Klasyka Polska[139]
- 1994 – Nagroda im. Aleksandra Zelwerowicza za najlepszą kobiecą rolę sezonu (Podstoliny w Zemście i Molly Bowser w Palcu Bożym)[140]
- 1994 – Złote Lwy Gdańskie za pierwszoplanową rolę kobiecą (w filmie Tylko strach) na 18. Festiwalu Filmów Fabularnych w Gdyni[139]
- 1995 – Złota Kaczka dla najlepszej polskiej aktorki
- 1996 – nagroda aktorska za rolę Krystyny we Wznowieniu na 36. Kaliskich Spotkaniach Teatralnych[87]
- 1996, 1998, 1999 – Złota Maska dla najpopularniejszej aktorki w Krakowie[141]
- 2000 – tytuł najprzyjemniejszej aktorki na 6. Ogólnopolskim Festiwalu Sztuk Przyjemnych i Nieprzyjemnych (za rolę w spektaklu Po latach o tej samej porze)[142]
- 2003 – drugie miejsce w plebiscycie publiczności na 42. Rzeszowskich Spotkaniach Teatralnych (za rolę w Pieszo)[128]
- 2004 – Superwiktor dla wybitnej osobowości telewizyjnej[100]
- 2008 – nagroda „Wielki Ukłon”[143]
- 2009 – Wiktor dla osobowości telewizyjnej
- 2009 – Nagroda Wektor za „osiągnięcia biznesowe” od Konfederacji Pracodawców Polskich[133]|
- 2016 – Orzeł za najlepszą drugoplanową rolę kobiecą (w filmie Excentrycy, czyli po słonecznej stronie ulicy)
- 2016 – Złoty Szczeniak na 5. Festiwalu Aktorstwa Filmowego im. Tadeusza Szymkowa we Wrocławiu za najlepszą drugoplanową rolę kobiecą (w filmie Excentrycy, czyli po słonecznej stronie ulicy)[144]
- 2016 – Złoty artKciuk, przyznany na Interdyscyplinarnym Festiwalu Sztuk Miasto Gwiazd w Żyrardowie
- 2019 – nagroda ZAiKS-u za popularyzację polskiej twórczości rozrywkowej[145]

Pozostałe wyróżnienia

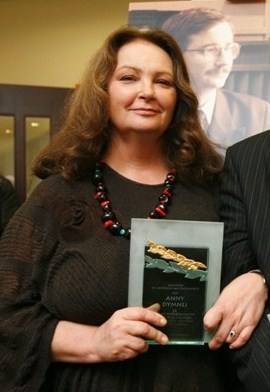
Anna Dymna odbierająca Nagrodę im. Andrzeja Bączkowskiego (2007)

- 1999 – Medal Świętego Brata Alberta[146]
- 2000 – tytuł „Krakowianka XX wieku” za zasługi w zbieraniu funduszy na cele charytatywne[142]
- 2002 – nagroda Krakowskiej Izby Przemysłowo-Handlowej za organizację krakowskiego Salonu Poezji[130]
- 2003 – statuetka „Nike”, nagroda w konkursie Allianz „Kultura. Nauka. Media” za stworzenie krakowskiego Salonu Poezji[128]
- 2004 – Medal Przyjaciel Integracji[100]
- 2006 – Nagroda „Trudny temat do zgryzienia” za „podejmowanie ponadprzeciętnej działalności na rzecz poważnie chorych”[147]
- 2006 – statuetka „Piękniejsza Polska” za założenie i prowadzenie Fundacji „Mimo Wszystko”[147]
- 2006 – odznaczenie „Zasłużonemu Polskie Towarzystwo Lekarskie”[147]
- 2006 – Nagroda im. Andrzeja Bączkowskiego za „działalność na rzecz osób niepełnosprawnych, uchodźców i ludzi w trudnym położeniu”[148]
- 2006 – Medal św. Jerzego za „zmagania ze złem i uparte budowanie dobra w życiu społecznym”[147]
- 2007 – tytuł „Kobieta Roku 2006” od redakcji miesięcznika „Twój Styl”[143]
- 2007 – dyplom „Benemerenti”, wyróżnienie Ordynariatu Polowego Wojska Polskiego[143]
- 2007 – Róża Gali od redakcji czasopisma „Gala” w kategorii „piękna zawsze”[143]
- 2007 – medal Fundacji Wielka Orkiestra Świątecznej Pomocy[143]
- 2007 – nagroda „Fenomen 2007” od redakcji tygodnika „Przekrój”[143]
- 2008 – tytuł „Ambasadora Polskiej Pediatrii” od zarządu głównego Polskiego Towarzystwa Pediatrycznego[133]
- 2009 – Skrzydła św. Rafała Archanioła[133]
- 2010 – Nagroda im. Józefa Dietla[149]
- 2010 – złota statuetka w konkursie „Perły Medycyny”[149]
- 2010 – nagroda honorowa Fundacji Kultury Polskiej[149]
- 2010 – Medal im. Tadeusza Kotarbińskiego od Komitetu Nauk Organizacji i Zarządzania Polskiej Akademii Nauk[149]
- 2011 – tytuł „Małopolanina Roku 2010” od Stowarzyszenia Gmin i Powiatów Małopolski [149]
- 2011 – tytuł „Gwiazdy Dobroczynności” od Akademii Rozwoju Filantropii w Polsce i tygodnika „Newsweek Polska”[149]
- 2011 – tytuł „Motyl 2010” od Stowarzyszenia Dobra Polska „Kruchy Dotyk”[149]
- 2011 – statuetka „Niepokonani” od Fundacji „Sztuka Życia”[149]
- 2013 – tytuł „Ambasadora Polszczyzny w Mowie”[150]
- 2013 – Nagroda im. ks. Janusza Pasierba od Klubu Inteligencji Katolickiej w Grudziądzu[151]
- 2013 – tytuł „Krakowianina Roku 2012” od czytelników „Dziennika Polskiego”[151]
- 2015 – medal „Zasłużony dla Polszczyzny”[152]
- 2016 – tytuł doktora honoris causa Akademii Pedagogiki Specjalnej im. Marii Grzegorzewskiej w Warszawie[153]
- 2016 – Medal Polonia Minor[154]
- 2018 – Nagroda PAU im. Erazma i Anny Jerzmanowskich[155]
- 2019 – Kamień Optymizmu oraz tytuł Aktorki NieZwykłej na Festiwalu Filmów-Spotkań NieZwykłych w Sandomierzu[156]
- 2021 – Nagroda im. Kazimierza Kutza[157]
- 2023 – Nagroda im. księdza Józefa Tischnera[158]
- 2024 – tytuł honorowej obywatelki Krakowa[159]
- 2024 – Srebrna Pieczęć Miasta Poznania[160]
- 2024 – Złoty BohaterON w kategorii „osoba publiczna” oraz Złoty BohaterON Publiczności[161]
- 2025 – patronka Zespołu Szkół Specjalnych nr 8 w Tychach[162].